# ボーチャック県
ボーチャック県（ボーチャックけん、ベトナム語：Huyện Bố Trạch / 縣布澤? ）は、ベトナム社会主義共和国クアンビン省の県である。面積は2,115 km²、人口は184,371 人（2017年）である。

## 行政区画
2市鎮28社を管轄する。